# Per Petterson
Per Petterson (født 18. juli 1952 i Oslo) er en norsk skønlitterær forfatter. Hans mors danske opvækst har præget sønnens forfatterskab.
Petterson debuterede i 1987 med Aske i munnen, sand i skoa, der er en samling af korte historier. Han har siden udgivet fem romaner: Til Sibir (da: Til Sibirien) (1996), der var nomineret til Nordisk Råds Litteraturpris. Romanen beskriver en ung dansk kvindes opvækst og ungdom under besættelsen og efterkrigsårene.
Romanen I kjølvannet (da: I kølvandet (2002)), er en historie om en ung mand, der mister sin familie ved færgen Scandinavian Stars brand i 1990. Den vandt Brage-prisen i 2000.
Gennembruddet til en større læserskare kom med Ut og stjæle Hester (2003), for hvilken Petterson modtog to store litterære priser i Norge. I 2005 kom romanen i engelsk oversættelse, og fik 2006 tildelt Independent Foreign Fiction Prize og i 2007 International IMPAC Dublin Literary Award. New York Times Book Review kaldte den en af årets 10 bedste bøger.
Per Petterson modtog i 2009 Nordisk Råds Litteraturpris for Jeg forbanner tidens elv (Jeg forbander tidens flod).
Petterson er uddannet bibliotekar. Han har arbejdet i boghandler og virket som oversætter og litteraturkritiker, før han blev forfatter på fuld tid. Han anfører Knut Hamsun og Raymond Carver blandt sine litterære påvirkninger.